# Pontella meadii
Pontella meadii är en kräftdjursart som beskrevs av Wheeler 1901. Pontella meadii ingår i släktet Pontella och familjen Pontellidae. Inga underarter finns listade i Catalogue of Life.